# رافول د آلمونیا
رافُل دِ آلمونیا (به اسپانیایی: Ráfol de Almunia) دهستانی در استان آلیکانتهٔ اسپانیا است.
در این دهستان ۶۹۲ نفر زندگی می‌کنند. مساحت این دهستان ۴٫۸۸ کیلومتر مربع است.